# Список умерших в 1332 году
В этой статье представлен список известных людей, умерших в 1332 году.
См. также: Категория:Умершие в 1332 году

## Январь
- 5 января — Генрих II фон Фирнебург[англ.] — архиепископ Кёльна и герцог Вестфалии (1304—1332)
- 8 января — Андроник III Великий Комнин — трапезундский император (1330—1332); убит

## Февраль
- 2 февраля — Рудольф III — маркграф Бадена (1288—1332)
- 13 февраля — Андроник II Палеолог (72) — Византийский император (1282—1328), умер после свержения
- Уолтер Лиат де Бург, англо-ирландский аристократ из рода де Бургов.

## Март
- 13 марта — Феодор Метохит — византийский писатель и учёный
- 23 марта — Арно де Кантлу[фр.] — архиепископ Бордо (1305—1332)
- Жан дю Плесси-Пастэ[фр.] — епископ Арраса (1326—1328), епископ Шартра (1328—1332)

## Май
- 13 мая — Исайя — патриарх Константинопольский (1323—1332)
- 16 мая — Гонзало Нуньес де Новоа[англ.] — епископ Оренсе (1319—1332)
- 19 мая — Фридрих IV — бургграф Нюрнберга (1300—1332)
- 25 мая — Жан I де Туар[фр.] — виконт Туара (1308—1332)
- 29 мая — Мария Вудстокская — дочь короля Англии Эдуарда I, бенедиктинская монахиня

## Июнь
- 16 июня — Адам де Брум[англ.] — основатель Ориел Колледж в Оксфордском университете (1326).
- 24 июня — Викентий Шамотул, польский шляхтич герба Наленч, государственный, дипломатический и военный деятель, генеральный староста Королевства Польского (1329—1331), познанский воевода (1328—1332).

## Июль
- 20 июля — Томас Рэндольф — шотландский военный деятель и дипломат, первый граф Морей (1312—1332), регент Шотландии (1329—1332).
- 29 июля — Хьюго Мишель де Безансон[фр.] — суффраган (епископ) Парижа (1326—1332)

## Август
- 2 августа — Кристофер II (55) — король Дании (1319—1326, 1329—1332).
- 6 августа — Александр Сетон[англ.] — шотландский дворянин, командовавший шотландским отрядом в битве при Вестер Кингхорне, погиб в битве.
- 11 августа:
  - Роберт Брюс — сын короля Шотландии Роберта I Шотландского; погиб в битве при Дупплин Муре;
  - Домналл II — мормер Мара (1305—1332), регент Шотландии (1332); погиб в битве при Дупплин Муре;
  - Мёрдок III Стюарт[англ.] — граф (мормэр) Ментейт (ок. 1309—1332); погиб в битве при Дупплин Муре;
  - Роберт II Кейт[англ.] — маршал Шотландии, один из командующих в битве при Бэннокберне; погиб в битве при Дупплин Муре;
  - Томас Рэндольф — 2-й граф Морей (1332); погиб в битве при Дупплин Муре.

## Сентябрь
- 2 сентября — Туг-Тэмур (28) — император Китая из династии Юань и хаган Монгольской империи (1328—1329, 1329—1332)

## Октябрь
- 23 октября — Мария Валуа — дочь Карла Валуа, герцогиня-консорт Калабрии (1323—1328), жена герцога Карла Калабрийского
- 25 октября — Хартунг Мюнх[англ.] — епископ Базеля (1325—1328)

## Ноябрь
- 10 ноября — Дитрих Луф III (Клеве)[нем.] — граф Хюлхрата (1309—1323)
- 19 ноября — Джакомо Бенфатти[итал.] — епископ Мантуи (1304—1332), святой римско-католической церкви
- Казан’ин Мароката[фр.] — японский поэт
- Пётр Савойский[англ.] — архиепископ Лиона (1308—1332)

## Декабрь
- 14 декабря — Иринджибал (6) — император Китая из династии Юань и четырнадцатый хаган Монгольской империи (1332); убит
- 18 декабря:
  - Герлах фон Эрбах[нем.] — избранный епископ Вормса (1329—1332);
  - Пагано делла Торре[итал.] — епископ Падуи (1302—1319), патриарх Аквилеи (1319—1332).
- 21 декабря — Дитрих Волфхауэр[нем.] — епископ Лафанта (1317—1332)
- 26 декабря — Филипп I Тарентский — князь Таранто и князь Албании (1294—1332), князь Ахейский (1307—1313), титулярный император Латинской империи, (1313—1332)

## Дата неизвестна или требует уточнения
- Агнес Мейсенская[англ.] — дочь маркграфа Мейсена Альбрехт II Негодного, герцогиня-консорт Брауншвейг-Грубенхагена (1282—1314) как жена герцога Генриха I
- Адеодато ди Косма[итал.] — итальянский скульптор
- Альберто Фиорентино[итал.] — итальянский поэт.
- Андрей Перуджийский[англ.] — епископ Цюаньчжоу (1307—1332).
- Андроник Асень, пожизненный византийский эпитроп (наместник) Мореи (1316—1321/1322).
- Бертран Гаскон[фр.] — епископ Невера (1322—1332)
- Бертран де Тур[англ.] — архиепископ Салерно (1320), кардинал Santi Vitale, Valeria, Gervasio e Protasio (1320—1323), кардинал-епископ Фраскати (1323—1332)
- Гаддо Гадди — итальянский художник.
- Гвидо Капелло[итал.] — епископ Феррары (1304—1332)
- Гильом XII — граф Оверни (1325—1332)
- Джеймс Бэйн[англ.] — епископ Сент-Андруса (1328—1332)
- Джованни ди Поло[итал.] — архиепископ Пизы и примас Корсики и Сардинии (1299—1312), епископ Никосии (1312—1332)
- Джон Росс[англ.] — епископ Карлайла (1325—1332).
- Ерутемур, монгольский принц из династии Юань, 3-й и последний князь Аньси.
- Петер Конинк, национальный герой Фландрии.
- Кудзё Таданори[англ.] — японский дворянин, кампаку (1291—1293).
- Уильям Пагульский[англ.] — английский юрист и теолог.
- Томас Фёрниволл — первый барон Фёрниволл (1295—1332).
- Фольгоре да Сан-Джиминьяно[англ.] — итальянский поэт
- Франческо I Орделаффи — член семьи Орделаффи, сеньор Форли (1315—1331)
- Фудзивара но Тамекане[англ.] — японский поэт.
- Генри Хасси, английский военный и политический деятель, 1-й барон Хасси (1295—1332).
- Эрик Кристофферсен Датский — король Дании (1321—1326, 1329—1332), соправитель отца Кристофера II
- Этьен де Морне[фр.] — канцлер Франции (1315—1316)